# Effektinstrument
Effektinstrument ist ein Musikinstrument, das hauptsächlich nicht zum Spielen von Melodien, Rhythmen oder Akkorden dient, sondern zum Erzeugen von klanglichen Effekten.
Hierzu gehören vor allem Perkussionsinstrumente wie Gong, Becken, Chimes, Rassel und der uramerikanische Regenmacher.
Weitere spezielle Effektinstrumente sind Mirliton (Kazoo), Hupe, Tröte, Trillerpfeife, Blockflötenkopf und Ratsche. Die Abgrenzung zu Spielzeuginstrumenten und Lärminstrumenten ist fließend. Auch Haushaltsgegenstände und allgemein Objekte, die primär anderen Zwecken dienen, können als Effektinstrument verwendet werden. In der Klassischen Musik werden Effektinstrumente in der Regel von den Schlagwerkern bedient.
Die Zuordnung eines Musikinstruments zu den Effektinstrumenten ist nicht generell festgelegt, sondern auf seine Verwendung in einer musikalischen Gattung bezogen und dem historischen Wandel unterworfen. So werden Gefäßrasseln lediglich gelegentlich in der europäischen Unterhaltungs- und Schulmusik als Effektinstrumente eingesetzt, während die Gefäßrassel Kayamba in Ostafrika das Hauptinstrument in verschiedenen Tanzmusikstilen ist. Die in der zweiten Hälfte des 15. Jahrhunderts eingeführte türkische Zylindertrommel diente im europäischen Orchester anfangs nur als Effektinstrument, um militärische Szenen anzukündigen. Später wurden verschiedene Trommeltypen zu einem festen Bestandteil des Schlagwerks.
Einige Effektinstrumente und Effektgeräusche in der Klassischen Musik:
- Zimbelstern an Orgeln. Vereinzelte Instrumente weisen auch ein „Vogelgezwitscher“-Register, einen „Kuckuck“ oder eine „Nachtigall“ auf.
- Die Kindersinfonie (um 1770), Edmund Angerer zugeschrieben, in der verschiedene Spielzeuginstrumente zum Einsatz kommen.
- Ratsche als „Gewehrschüsse“ im Orchesterstück Wellingtons Sieg (1813) von Beethoven.
- 16 gestimmte Ambosse in der Oper Das Rheingold (1869) von Richard Wagner.
- „Kanonen“ und „Kirchenglocken“ verlangt Tschaikowski in der Partitur der Ouvertüre 1812 (1882).
- Das Posthorn ist ein gelegentliches Effektinstrument in der klassischen Musik des 18. Jahrhunderts.[3]
- Windmaschine und Donnerblech in Richard Strauss’ Alpensinfonie (1915).
- Schreibmaschine in Leroy Andersons The Typewriter (1950)
- Der Triangel wurde ab Anfang des 18. Jahrhunderts an den Opernhäuser von Hamburg und Dresden als Effektinstrument eingesetzt und gelangte 1775 mit der Oper L’incontro improvviso von Joseph Haydn in die Kunstmusik.[4]
- Knallpistole in Champagner-Polkas im 19. Jahrhundert
- Das zu den Schrapern gehörende Waschbrett wird gelegentlich in der neueren Volksmusik verwendet.[5]